# Cybergrind
Cybergrind is een subgenre van grindcore.
In tegenstelling tot de traditionele grindcore wordt in cybermetal gebruikgemaakt van elektronische instrumenten, computergeluiden en samples. Ook wordt gebruikgemaakt van drumcomputers, want de nummers zijn vaak te snel voor een echte drummer. Deze elementen worden gecombineerd met klassieke grindelementen. Cybergrind heeft meestal te maken met 'vuile' humor. Technogrind lijkt zeer sterk op cybergrind.
De nummers zijn vaak kort en duren soms minder dan een minuut.
Cybergrind is vaak te vinden op terrorcore- en speedcore-evenementen en op vinyl en cd's uit die genres.

## Bands
- Agoraphobic Nosebleed
- The Berzerker
- The Locust
- Moshpit
- Preschool Tea Party Massacre
- Quatuko
- S.M.E.S.
- Starscream
- Whourkr